# Jean Intervenes
Jean Intervenes  è un cortometraggio del 1912 diretto da Hal Reid.
Jean the Dog era un Border Collie che apparteneva al regista Larry Trimble e che fu una delle prime star canine.

## Produzione
Il film fu prodotto dalla Vitagraph Company of America.

## Distribuzione
Distribuito dalla General Film Company, il film uscì nelle sale cinematografiche statunitensi il 23 gennaio 1912.